# Erlenstegen
Erlenstegen is een plaats (stadsdeel) in de Duitse gemeente Neurenberg, deelstaat Beieren, en telt 850 inwoners (2005).